# Xanthapanteles cameronae
Xanthapanteles cameronae är en stekelart som beskrevs av Whitfield 1995. Xanthapanteles cameronae ingår i släktet Xanthapanteles och familjen bracksteklar. Inga underarter finns listade i Catalogue of Life.